# Населення Токелау
Населення Токелау. Чисельність населення країни 2015 року становила 1,3 тис. осіб (234-те місце у світі). Чисельність остров'ян стабілізувалась і незначно зменшується, природний приріст (депопуляція) — -0,01 % (200-те місце у світі) . 

## Природний рух

### Відтворення
Дані про народжуваність і смертність відсутні.
Природний приріст населення в країні 2014 року був негативним і становив -0,01 % (депопуляція) (200-те місце у світі). Дані про очікувану середню тривалість життя 2015 року відсутні.

## Розселення
Густота населення країни 2015 року становила 125 осіб/км² (85-те місце у світі).

### Урбанізація
Токелау надзвичайно низькоурбанізована країна. Рівень урбанізованості становить 0 % населення країни (станом на 2015 рік), жодних міських поселень на островах не засновано.

## Расово-етнічний склад
| Етнічний склад (2011 рік) | Етнічний склад (2011 рік) | Етнічний склад (2011 рік) | Етнічний склад (2011 рік) | Етнічний склад (2011 рік) |
| ------------------------- | ------------------------- | ------------------------- | ------------------------- | ------------------------- |
| Етнос:                    |                           |                           | Відсоток:                 |                           |
| токелауанці               | токелауанці               |                           | 65.3%                     | 65.3%                     |
| самоанці                  | самоанці                  |                           | 15.4%                     | 15.4%                     |
| тувалуанці                | тувалуанці                |                           | 9.7%                      | 9.7%                      |
| полінезійці               | полінезійці               |                           | 3%                        | 3%                        |
| європейці                 | європейці                 |                           | 1%                        | 1%                        |
| інші                      | інші                      |                           | 5.5%                      | 5.5%                      |

Головні етноси країни: токелауанці — 65,3 %, самоанці — 15,4 %, тувалуанці — 9,7 %, інші полінезійці — 3 %, європейці — 1 %, інші — 5,5 % населення (оціночні дані за 2011 рік).

## Мови
| Мови Токелау (2015 рік) | Мови Токелау (2015 рік) | Мови Токелау (2015 рік) | Мови Токелау (2015 рік) | Мови Токелау (2015 рік) |
| ----------------------- | ----------------------- | ----------------------- | ----------------------- | ----------------------- |
| Мова:                   |                         |                         | Відсоток:               |                         |
| токелауська             | токелауська             |                         | 93.5%                   | 93.5%                   |
| англійська              | англійська              |                         | 58.9%                   | 58.9%                   |
| самоанська              | самоанська              |                         | 45.5%                   | 45.5%                   |
| тувалуанська            | тувалуанська            |                         | 11.6%                   | 11.6%                   |
| кірибаті                | кірибаті                |                         | 2.7%                    | 2.7%                    |
| інші                    | інші                    |                         | 7%                      | 7%                      |

Офіційна мова: токелауська — розмовляє 93,5 % населення країни. Інші поширені мови: англійська — 58,9 %, самоанська — 45,5 %, тувалуанська — 11,6 %, кірибаті — 2,7 %, інші мови — 7 % (оцінка 2011 року).

## Релігії
| Релігії на Токелау (2016 рік) | Релігії на Токелау (2016 рік) | Релігії на Токелау (2016 рік) | Релігії на Токелау (2016 рік) | Релігії на Токелау (2016 рік) |
| ----------------------------- | ----------------------------- | ----------------------------- | ----------------------------- | ----------------------------- |
| Віросповідання:               |                               |                               | Відсоток:                     |                               |
| протестанти                   | протестанти                   |                               | 0%                            | 0%                            |
| католики                      | католики                      |                               | 36.6%                         | 36.6%                         |
| християни                     | християни                     |                               | 2.8%                          | 2.8%                          |
| агностики                     | агностики                     |                               | 0.5%                          | 0.5%                          |

Головні релігії й вірування, які сповідує, і конфесії та церковні організації, до яких відносить себе населення країни: конгрегації християнських церков — 58,2 %, римо-католицтво — 36,6 %, пресвітеріанство — 1,8 %, інші течії християнства — 2,8 %, спірітуалізм, нью-ейдж — 0,1 %, не визначились — 0,5 % (станом на 2011 рік).

## Освіта
Рівень письменності 2015 року становив 99 % дорослого населення (віком від 15 років): 99 % — серед чоловіків, 99 % — серед жінок.
Дані про державні витрати на освіту у відношенні до ВВП країни, станом на 2015 рік, відсутні.

## Охорона здоров'я
Дані про забезпеченість лікарями, лікарняними ліжками в стаціонарах, загальні витрати на охорону здоров'я, смертність немовлят до 1 року, станом на 2015 рік, відсутні.

### Захворювання
Кількість хворих на СНІД невідома, дані про відсоток інфікованого населення в репродуктивному віці 15—49 років відсутні. Дані про кількість смертей від цієї хвороби за 2014 рік відсутні. (4-те місце у світі);

### Санітарія
Доступ до облаштованих джерел питної води 2015 року мало 100 % населення країни. Відсоток забезпеченості населення доступом до облаштованого водовідведення (каналізація, септик): в сільській місцевості — 90,5 %, загалом по країні — 90,5 % (станом на 2015 рік).

## Соціально-економічне становище
Дані про розподіл доходів домогосподарств в країні і рівень безробіття відсутні.
Станом на 2012 рік, в країні 5,1 тис. осіб не має доступу до електромереж; 91 % населення має доступ, в містах цей показник дорівнює 92 %, у сільській місцевості — 80 %. Рівень проникнення інтернет-технологій високий. Станом на липень 2015 року в країні налічувалось 805 унікальних інтернет-користувачів (215-те місце у світі), що становило 60,2 % загальної кількості населення країни.

### Трудові ресурси
Загальні трудові ресурси 2001 року становили 440 осіб (232-ге місце у світі). Дані про рівень безробіття серед працездатного населення країни, відсоток населення країни, що перебуває за межею бідності, відсутні, станом на 2015 рік.

## Кримінал

### Торгівля людьми
Згідно зі щорічною доповіддю про торгівлю людьми (англ. Trafficking in Persons Report) Управління з моніторингу та боротьби з торгівлею людьми Державного департаменту США, уряд Токелау докладає значних зусиль в боротьбі з явищем примусової праці, сексуальної експлуатації, незаконною торгівлею внутрішніми органами, але законодавство відповідає мінімальним вимогам американського закону 2000 року щодо захисту жертв (англ. Trafficking Victims Protection Act’s) не в повній мірі, країна перебуває у списку другого рівня.

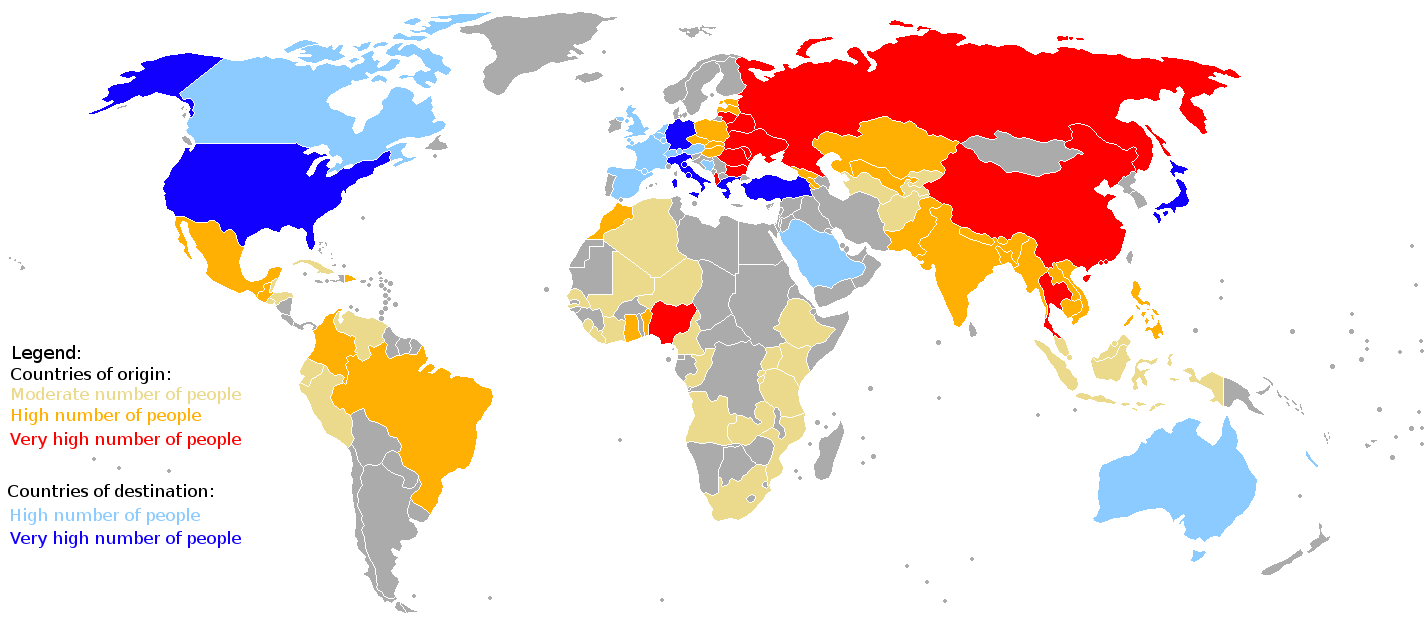
Країни-донори (червоний) і країни-реципієнти кримінальних потоків  (англ.)
Глобальна боротьба з торгівлею людьми (англ.)

## Гендерний стан
Дані про статеве співвідношення населення островів відсутні.

## Демографічні дослідження
Демографічні дослідження в країні ведуться державними установами Нової Зеландії та підрозділами ООН.

### Українською
- Атлас. 10—11 клас. Економічна і соціальна географія світу / упорядники :  О. Я. Скуратович, Н. І. Чанцева. — К. : ДНВП «Картографія», 2010. — ISBN 978-966-475-639-3.
- Атлас світу / голов. ред. І. С. Руденко ; зав. ред. В. В. Радченко ; відп. ред. О. В. Вакуленко. — К. : ДНВП «Картографія», 2005. — 336 с. — ISBN 9666315467.
- Безуглий В. В. Економічна і соціальна географія зарубіжних країн : Навчальний посібник. — К. : ВЦ «Академія», 2007. — 704 с. — ISBN 978-966-580-239-6.
- Безуглий В. В., Козинець С. В. Регіональна економічна і соціальна географія світу : Навчальний посібник. — видання 2-ге, доп., перероб. — К. : ВЦ «Академія», 2007. — 688 с. — ISBN 966-580-144-9.
- Головченко В. І., Кравчук О. Країнознавство: Азія, Африка, Латинська Америка, Австралія і Океанія. — К., 2006. — 335 с. — ISBN 966-8939-04-2.
- Гудзеляк І. І. Географія населення: Навчальний посібник / І. Гудзеляк. — Л. : Видавничий центр ЛНУ імені Івана Франка, 2008. — 232 с. — ISBN 978-966-613-599-8.
- Дахно І. І. Країни світу: Енциклопедичний довідник / І. І. Дахно, С. М. Тимофієв. — К. : Мапа, 2011. — 606 с. — (Бібліотека нового українця) — ISBN 978-966-8804-23-6.
- Дахно І. І. Економічна географія зарубіжних країн : навчальний посібник. — К. : Центр учбової літератури, 2014. — 319 с. — ISBN 978-611-01-0682-5.
- Джаман В. О. Регіональні системи розселення: демографічні аспекти. — Чернівці : Рута, 2003. — 392 с. — ISBN 9665685988.
- Дорошенко Л. С. Демографія: Навчальний посібник. — К. : МАУП, 2005. — 112 с. — ISBN 966-608-442-2.
- Дубович І. А. Країнознавчий словник-довідник. — 5-те вид., перероб. і доп. — К. : Знання, 2008. — 839 с. — ISBN 978-966-346-330-8.
- Економічна і соціальна географія країн світу. Навчальний посібник / За ред. Кузика С. П. — Л. : Світ, 2002. — 672 с. — ISBN 966-603-178-7.
- Загальна медична географія світу / В. О. Шевченко [та ін.] — К. : [б.в.], 1998. — 178 с.
- Книш М. М., Мамчур О. І. Регіональна економічна і соціальна географія світу (Латинська Америка та Карибські країни, Африка, Азія, Океанія) : навч. посіб. — Л. : ЛНУ ім. Івана Франка, 2013. — 368 с. — ISBN 978-617-10-0007-0.
- Крисаченко В. С. Динаміка населення: Популяційні, етнічні та глобальні виміри. — К. : Видавництво Національного інституту стратегічних досліджень, 2005. — 368 с. — ISBN 966-554-083-1.
- Любіцева О. О., Мезенцев К. В., Павлов С. В. Географія релігій. — К. : АртЕК, 1999. — 504 с. — ISBN 966-505-006-0.
- Масляк П. О. Країнознавство. — К. : Знання, 2007. — 292 с. — (Вища освіта XXI століття)
- Масляк П. О., Дахно І. І. Економічна і соціальна географія світу / П. О. Масляк, І. І. Дахно ; за ред. П. О. Масляка. — К. : Вежа, 2003. — 280 с. — ISBN 966-7091-53-8.

### Російською
- (рос.) Новая Зеландия // Демографический энциклопедический словарь / главн. ред. Валентей Д. И. — М. : Советская энциклопедия, 1985. — 608 с.
- (рос.) Токелау // Страны и народы. Австралия и Океания. Антарктида / Редкол. П. И. Пучков (отв. ред.) и др. — М. : «Мысль». — 301 с. — (Страны и народы) — 180 тис. прим.
- (рос.) Атлас народов мира / Отв. ред. С. И. Брук и В. С. Апенченко. — М. : ГУГК ГГК СССР и Институт этнографии им. Н. Н. Миклухо-Маклая АН СССР, 1964. — 185 с. — 20 тис. прим.
- (рос.) Численность и расселение народов мира. Этнографические очерки / под ред. С. И. Брука. — М. : Издательство АН СССР, 1962. — 487 с.
- (рос.) Лаппо Г. М. География городов: Учебное пособие для географических факультетов вузов. — М. : Туманит, изд. центр ВЛАДОС, 1997. — 476 с. — ISBN 5-691-00047-0.
- (рос.) Ягельский А. География населения. — М. : Прогресс, 1980. — 383 с.